# Emesal
Emesal är en särskild dialekt av sumeriskan, och det språk som var först att nedtecknas i skrift (kilskrift). Dialekten står i kontrast till standardsumeriskan, benämnd emegir. Skillnaderna mellan de båda dialekterna handlar inte om grammatik, utan om fonetik och vokabulär.
Emesal användes dels i hymner och klagosånger som skulle sjungas eller reciteras av speciella präster vilka lär ha varit eunucker och dels för att uttrycka direkt tal från kvinnor i litterära texter.
Forskare tvistar över om emesal är en könsligt eller lokalt bunden dialekt men de flesta tycks anse att det verkligen uttrycker ett kvinnospråk. Man hänvisar då till att nämnda präster i sin eunuckstatus hölls för att vara kvinnliga. Ett problem för kvinnospråkstolkningen är att användandet av emesal i texterna inte är konsekvent genomfört det vill säga ibland återges kvinnors tal med emegir.